# Imad Zatara
Imad Zatara (en arabe : عماد زعترة), né le 1er octobre 1984 à Stockholm en Suède, est un footballeur professionnel suédois, international palestinien, évoluant au poste de milieu de terrain.

## Biographie
Zatara inscrit son premier but avec la Palestine lors d'un match contre l'Irak.
En janvier 2010 il est prêté au Nîmes Olympique, en Ligue 2. Il n'est cependant pas conservé et quitte le club en juin 2010 à l'issue du prêt.

## Palmarès
Syrianska FC
- Championnat de Suède de D2
  - Champion (1) : 2010